# Maurens (Dordogne)
Maurens (okzitanisch: Maurencs) ist eine Ortschaft und eine ehemalige Gemeinde mit 1.119 Einwohnern (Stand: 1. Januar 2022) im Département Dordogne im Südwesten Frankreichs in der Region Nouvelle-Aquitaine (vor 2016 Aquitanien). Maurens gehörte zum Arrondissement Périgueux und zum Kanton Périgord Central.
Der Erlass vom 25. September 2018 legte mit Wirkung zum 1. Januar 2019 die Eingliederung von Maurens als Commune déléguée zusammen mit den früheren Gemeinden Laveyssière, Saint-Jean-d’Eyraud und Saint-Julien-de-Crempse zur Commune nouvelle Eyraud-Crempse-Maurens fest. Der Verwaltungssitz befindet sich in Maurens.
Der Name in der okzitanischen Sprache lautet Maurencs und hat entweder seinen Ursprung im germanischen Namen „Mauringos“ oder es ist auf ein Landgut zurückzuführen, das in gallorömischer Zeit einem „Maurincum“ gehörte.
Die Einwohner werden Maurençois und Maurençoises genannt.

## Geographie
Maurens liegt etwa neun Kilometer nördlich des Stadtzentrums von Bergerac im Süden des Départements Dordogne im Périgord.
Umgeben wird Maurens von sieben Nachbargemeinden und delegierten Gemeinden:
| Saint-Jean-d’Eyraud (Commune déléguée) |                                             | Saint-Julien-de-Crempse (Commune déléguée) |
| Laveyssière (Commune déléguée)         | Kompassrose, die auf Nachbargemeinden zeigt | Queyssac                                   |
| Ginestet                               | Bergerac                                    | Lembras                                    |

## Bevölkerungsentwicklung

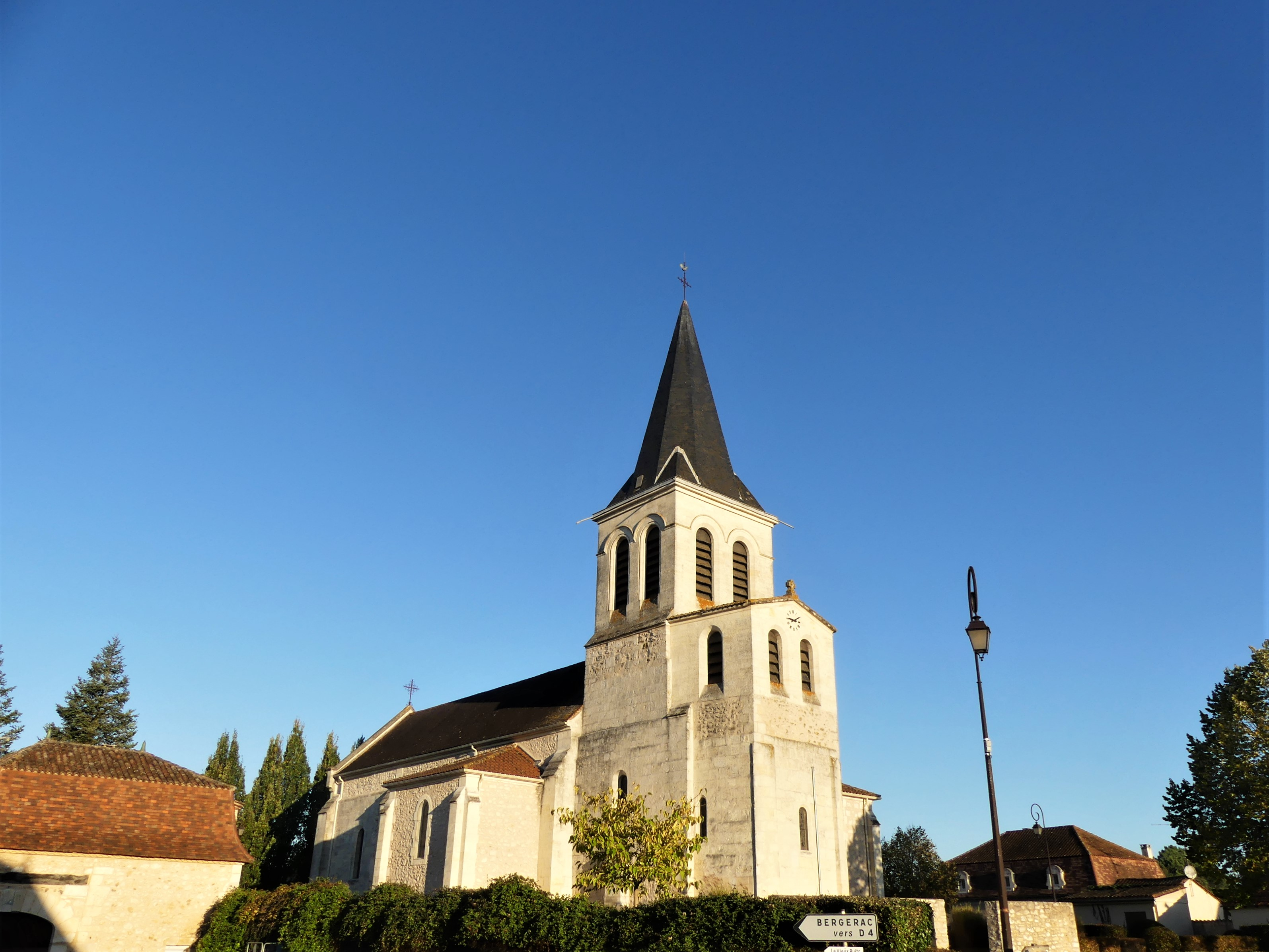
Pfarrkirche Notre-Dame-de-l’Assomption

Nach Beginn der Aufzeichnungen stieg die Einwohnerzahl in der ersten Hälfte des 19. Jahrhunderts auf einen Höchststand von rund 1.520. In der Folgezeit erfolgte ein kontinuierlicher Bevölkerungsrückgang, die die Zahl der Einwohner bei kurzen Erholungsphasen bis zu den 1960er und 1970er Jahren auf rund 595 Einwohner sinken ließ, bevor eine Wachstumsphase einsetzte, die die Größe des Orts auf rund 1.045 Einwohner stabilisierte.
| Jahr      | 1962 | 1968 | 1975 | 1982 | 1990 | 1999 | 2006  | 2011  | 2022  |
| --------- | ---- | ---- | ---- | ---- | ---- | ---- | ----- | ----- | ----- |
| Einwohner | 651  | 593  | 595  | 777  | 871  | 896  | 1.006 | 1.047 | 1.119 |

## Sehenswürdigkeiten
- Pfarrkirche Notre-Dame-de-l’Assomption